# Lexington (Mississippi)
Lexington é uma cidade localizada no estado americano de Mississippi, no Condado de Holmes.

## Demografia
Segundo o censo americano de 2000, a sua população era de 2025 habitantes.
Em 2006, foi estimada uma população de 1917, um decréscimo de 108 (-5.3%).

## Geografia
De acordo com o United States Census Bureau tem uma área de
6,4 km², dos quais 6,4 km² cobertos por terra e 0,0 km² cobertos por água.

## Localidades na vizinhança
O diagrama seguinte representa as localidades num raio de 28 km ao redor de Lexington.